# أندريه بوي
أندريه بوي هو لاعب كرة قدم كاميروني في مركز حراسة المرمى، ولد في 24 أكتوبر 1962 في الكاميرون.